# Kisei femminile 26
La 26ª edizione del Kisei femminile è stata vinta dalla sfidante Nakamura Sumire 3d contro la detentrice del titolo Ueno Asami Kisei femminile.

## Determinazione della sfidante
Gli ottavi di finale si sono disputati tra il 10 e il 31 ottobre 2022.
I quarti di finale si sono disputati il 14 e il 17 novembre.
Le semifinali si sono disputate il 1º dicembre
La finale si è disputata l'8 dicembre.
|  | Ottavi di finale         | Ottavi di finale         | Ottavi di finale |  |  | Quarti di finale         | Quarti di finale         | Quarti di finale         |     |                    | Semifinali         | Semifinali         | Semifinali |  |  | Finale | Finale | Finale |
|  |                          |                          |                  |  |  |                          |                          |                          |     |                    |                    |                    |            |  |  |        |        |        |
|  | Nyu Eiko Saikyo f.       | Nyu Eiko Saikyo f.       | N+R              |  |  |                          |                          |                          |     |                    |                    |                    |            |  |  |        |        |        |
|  | Hoshiai Shiho 3d         | Hoshiai Shiho 3d         |                  |  |  | Nyu Eiko Saikyo f.       | Nyu Eiko Saikyo f.       |                          |     |                    |                    |                    |            |  |  |        |        |        |
|  | Tsukuda Akiko 6d         | Tsukuda Akiko 6d         |                  |  |  | Nakamura Sumire 3d       | Nakamura Sumire 3d       | B+R                      |     |                    |                    |                    |            |  |  |        |        |        |
|  | Nakamura Sumire 3d       | Nakamura Sumire 3d       | N+R              |  |  |                          |                          |                          |     | Nakamura Sumire 3d | Nakamura Sumire 3d | N+R                |            |  |  |        |        |        |
|  | Yokota Hinano 1d         | Yokota Hinano 1d         |                  |  |  |                          | Mukai Chiaki 6d          | Mukai Chiaki 6d          |     |                    |                    |                    |            |  |  |        |        |        |
|  | Suzuki Ayumi 7d          | Suzuki Ayumi 7d          | B+2,5            |  |  | Suzuki Ayumi 7d          | Suzuki Ayumi 7d          |                          |     |                    |                    |                    |            |  |  |        |        |        |
|  | Mukai Chiaki 6d          | Mukai Chiaki 6d          | B+R              |  |  | Mukai Chiaki 6d          | Mukai Chiaki 6d          | N+R                      |     |                    |                    |                    |            |  |  |        |        |        |
|  | Tatsumi Akane 3d         | Tatsumi Akane 3d         |                  |  |  |                          |                          |                          |     |                    | Nakamura Sumire 3d | Nakamura Sumire 3d | N+R        |  |  |        |        |        |
|  | Iwata Saeka 1d           | Iwata Saeka 1d           |                  |  |  |                          | Fujisawa Rina Honinbo f. | Fujisawa Rina Honinbo f. |     |                    |                    |                    |            |  |  |        |        |        |
|  | Xie Yimin 7d             | Xie Yimin 7d             | B+R              |  |  | Xie Yimin 7d             | Xie Yimin 7d             | B+R                      |     |                    |                    |                    |            |  |  |        |        |        |
|  | Koyama Terumi 6d         | Koyama Terumi 6d         | B+7,5            |  |  | Koyama Terumi 6d         | Koyama Terumi 6d         |                          |     |                    |                    |                    |            |  |  |        |        |        |
|  | Ueno Risa 2d             | Ueno Risa 2d             |                  |  |  |                          |                          |                          |     | Xie Yimin 7d       | Xie Yimin 7d       |                    |            |  |  |        |        |        |
|  | Kato Chie 2d             | Kato Chie 2d             |                  |  |  |                          | Fujisawa Rina Honinbo f. | Fujisawa Rina Honinbo f. | B+R |                    |                    |                    |            |  |  |        |        |        |
|  | Fujisawa Rina Honinbo f. | Fujisawa Rina Honinbo f. | B+R              |  |  | Fujisawa Rina Honinbo f. | Fujisawa Rina Honinbo f. | B+R                      |     |                    |                    |                    |            |  |  |        |        |        |
|  | Takao Mari 1d            | Takao Mari 1d            | B+0,5            |  |  | Takao Mari 1d            | Takao Mari 1d            |                          |     |                    |                    |                    |            |  |  |        |        |        |
|  | Osuka Seira 1d           |                          |                  |  |  |                          |                          |                          |     |                    |                    |                    |            |  |  |        |        |        |

## Finale

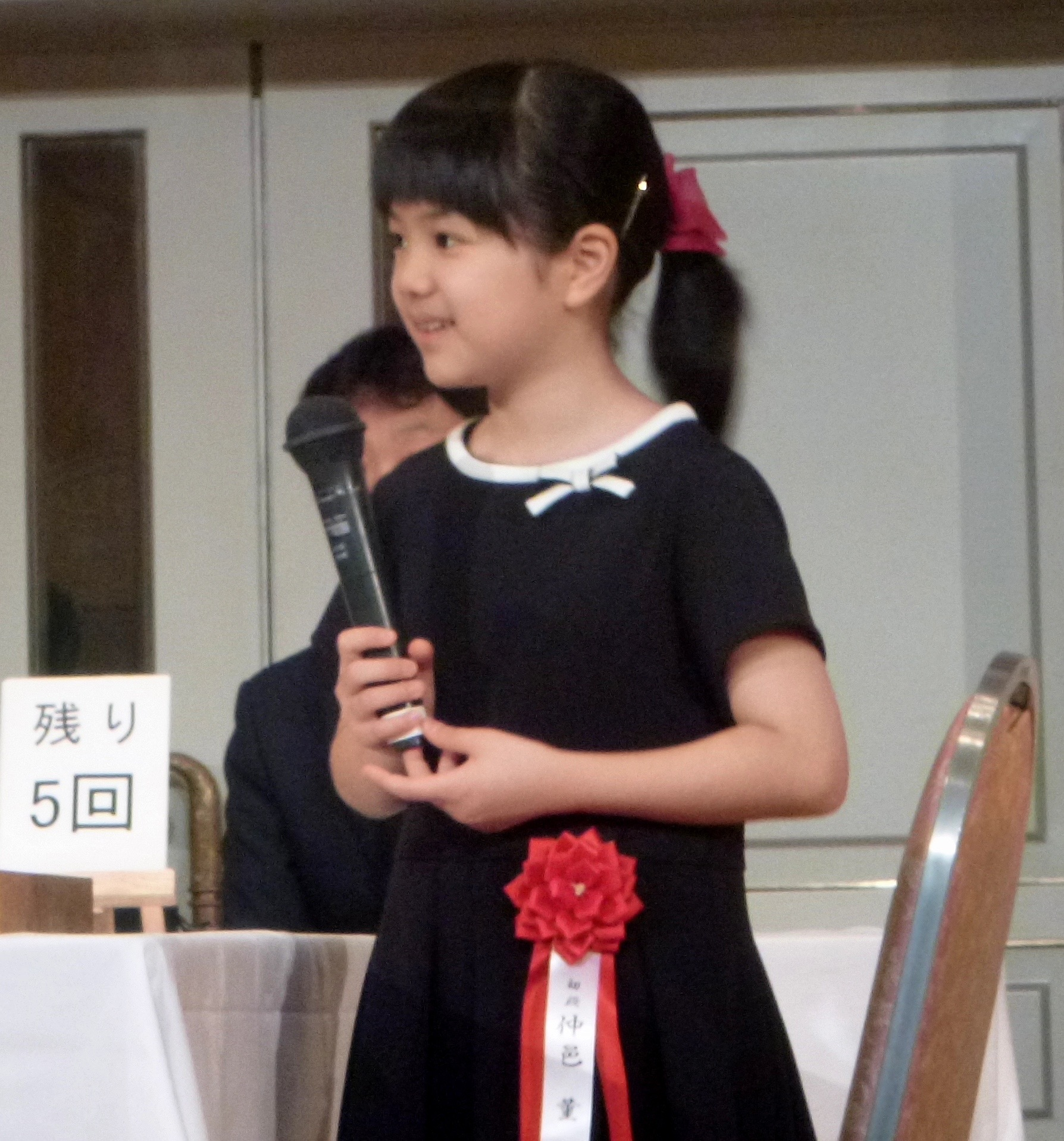
Nakamura Sumire, vincitrice del titolo, nel 2019.

La finale è una sfida al meglio delle tre partite, e si disputa tra la campionessa in carica Ueno Asami Kisei femminile e la sfidante Nakamura Sumire 3d.
Per Ueno si tratta della sesta finale consecutiva del Kisei femminile: le precedenti sono finite con quattro vittorie (le ultime due consecutive) e una sconfitta.
Per Nakamura si tratta della terza finale in carriera, con le due precedenti giocate nel 2022 e terminate entrambe in una sconfitta.
| Giocatore           | 1 19 gennaio Hiratsuka Kanagawa | 2 26 gennaio Chiyoda Tokyo | 3 6 febbraio Chiyoda Tokyo | T |
| ------------------- | ------------------------------- | -------------------------- | -------------------------- | - |
| Ueno Asami Kisei f. | B+R                             |                            |                            | 1 |
| Nakamura Sumire 3d  |                                 | B+0,5                      | B+R                        | 2 |

Con questa vittoria alla sua terza finale, Nakamura conquista il suo primo titolo in carriera all'età di 13 anni e 11 mesi, diventando il più giovane detentore di un titolo in Giappone.